# Леопарти
Леопарти́ (фр. Léaupartie) — коммуна во Франции, находится в регионе Нижняя Нормандия. Департамент коммуны — Кальвадос. Входит в состав кантона Камбреме. Округ коммуны — Лизьё.
Код INSEE коммуны — 14358.

## Население
Население коммуны на 2010 год составляло 82 человека.
| 1962 | 1968 | 1975 | 1982 | 1990 | 1999 | 2010 |
| ---- | ---- | ---- | ---- | ---- | ---- | ---- |
| 74   | 55   | 47   | 48   | 47   | 62   | 82   |

## Экономика
В 2010 году среди 47 человек трудоспособного возраста (15—64 лет) 35 были экономически активными, 12 — неактивными (показатель активности — 74,5 %, в 1999 году было 63,2 %). Из 35 активных жителей работали 33 человека (18 мужчин и 15 женщин), безработных было 2 (1 мужчина и 1 женщина). Среди 12 неактивных 4 человека были учениками или студентами, 6 — пенсионерами, 2 были неактивными по другим причинам.